# Родина (стадион, Киров)
«Ро́дина» — стадион в городе Кирове, Россия. Домашняя арена хоккейного клуба «Родина».

## История
- Стадион был построен в 1936 году, силами рабочих завода КУТШО (ныне — ЭМСЗ «Лепсе»).
- В 2005 году на стадионе прошла реконструкция: было установлено оборудование для искусственного льда, а также уложен искусственный футбольный газон.
- В 2008 году «Родина» принимала чемпионат мира по хоккею с мячом среди юношей не старше 15 лет[1].
- В 2010 году на стадионе проходил XIX турнир на призы Правительства России[2].

## Характеристики
- размеры поля: 105 x 65 м
- освещенность: 1200 люкс
- вместимость: 7 500